# Wappen Malawis
Das Wappen Malawis ist ein  dreigeteilter Wappenschild. Das obere Feld ist silbern mit zwei blauen wellenförmigen Streifen. In der roten Mitte ein goldener, schreitender Löwe, unten in Schwarz eine goldene, aufgehende Sonne mit Flammenstrahlen. Über dem Schild ruht ein Stechhelm mit rot-goldenem Helmwulst, die Helmzier ist ein auffliegender Seeadler vor einer über zwei blauen Wellenlinien aufgehenden goldenen Sonne. Die Helmdecke ist rot-golden.
Schildhalter sind, in natürlichen Farben mit roter Zunge, rechts ein Löwe und links ein Leopard. Sie stehen auf einer Felsformation. Darunter ein goldenes Schriftband mit der schwarzen Aufschrift UNITY and FREEDOM.

## Symbolik
Die Wellenlinien auf dem Schild, ihre Wiederholung in der Helmzier und der Seeadler stehen für den Malawisee. Der Löwe im roten Feld entstammt dem Wappen Englands, das drei dieser Löwen, dort jedoch hersehend (Leopard), zeigt. Die aufgehende Sonne symbolisiert die anbrechende Freiheit und Unabhängigkeit der afrikanischen Staaten. Die Felsformation steht für das Mulanje-Massiv, die höchste Erhebung des Landes. Unity and Freedom („Einheit und Freiheit“) lautet das Staatsmotto Malawis.

## Geschichte
Das Wappen wurde am 30. Juni 1964 der britischen Kolonie Njassaland anlässlich ihrer Entlassung in die Unabhängigkeit durch die britische Königin verliehen und ersetzte das ältere koloniale Wappen, das seit 1914 in Gebrauch gewesen war und in Weiß einen goldenen Leoparden auf einem Felsen gezeigt hatte, darüber im wellenförmig abgesetzten schwarzen Schildhaupt die aufgehende, goldene Sonne.